# Syncollesis trilineata
Syncollesis trilineata là một loài bướm đêm trong họ Geometridae.